# Sattahip (1957)
Sattahip (taj.: สัตหีบ) – tajlandzki okręt patrolowy z lat 50. XX wieku, jedna z czterech jednostek typu Kantang. Okręt został zwodowany 28 października 1957 roku w stoczni Bangkok Dock Company w Bangkoku, a w skład Królewskiej Marynarki Wojennej Tajlandii wszedł w 1958 roku. Okręt wycofano ze służby w 1979 roku, a następnie złomowano w roku 1981.

## Projekt i budowa
„Sattahip” był czwartym okrętem typu Kantang. Okręty miały niską wolną burtę (a przez to niewielką dzielność morską) i słabe osiągi, będąc praktycznie patrolowcami z uzbrojeniem torpedowym. Jednostka była kopią zbudowanych w latach 30. XX wieku w Japonii trzech torpedowców („Kantang”, „Khlongyai” i „Takbai”).
Stępkę okrętu położono 21 listopada 1956 roku, został zwodowany 28 października 1957 roku, a w roku następnym przyjęto go w skład Królewskiej Marynarki Wojennej. Jednostka otrzymała nazwę dystryktu w prowincji Chonburi i numer 8.

## Dane taktyczno-techniczne
Okręt był małym, przybrzeżnym patrolowcem. Długość całkowita wynosiła 42 metry (40 metrów między pionami), maksymalna szerokość 4,59 metra i zanurzenie 1,52 metra. Wyporność standardowa wynosiła 110 ton, a pełna 135 ton. Okręt napędzany był przez dwa zestawy turbin parowych o łącznej mocy 1000 koni mechanicznych (KM), do których parę dostarczały dwa kotły. Prędkość maksymalna napędzanej dwiema śrubami jednostki wynosiła 19 węzłów. Okręt zabierał 18 ton paliwa, co pozwalało osiągnąć zasięg wynoszący 480 Mm przy prędkości 15 węzłów.
Okręt wyposażony był w jeden podwójny aparat torpedowy kalibru 450 mm (18 cali). Uzbrojenie artyleryjskie stanowiło pojedyncze działa uniwersalne kalibru 76 mm (3 cale). Broń małokalibrową stanowiły dwa pojedyncze działka automatyczne kalibru 20 mm.
Załoga okrętu składała się z 31 oficerów, podoficerów i marynarzy.

## Służba
Okręt pełnił służbę w Królewskiej Marynarce Wojennej przez 21 lat. Z listy floty spisano go w 1979 roku. Złomowanie jednostki odbyło się w 1981 roku.